# Beyond All Sense
Beyond All Sense är Destinys första album. Det släpptes 1985 enbart i Sverige, på vinyl.

## Låtlista
1. "Intro - Destiny" – 1:33
2. "Rest In Peace" – 4:25
3. "Spellbreaker" – 4:52
4. "Hang Them High" – 2:34
5. "Sirens In The Dark" – 4:58
6. "Kill The Witch" – 3:57
7. "Lost To Heaven (instrumental)" – 1:46
8. "More Evil Than Evil" – 3:42
9. "Power by Birth" – 4:35
10. "Sacrilege" – 4:46

## Sättning
- Sång: Håkan Ring
- Bas: Stefan Björnshög
- Gitarr: John Prodén
- Gitarr: Magnus Österman
- Trummor: Peter Lundgren